# Alexander Otto von Velen
Alexander Otto Reichsgraf von Velen (* 12. Januar 1657; † 10. Mai 1727) war General-Kommandeur der kaiserlichen Reiterei sowie Gouverneur der Provinz Limburg.

## Leben

### Herkunft und Familie
Alexander Otto von Velen entstammte dem westfälischen Adelsgeschlecht von Velen und war der Sohn des Ferdinand Gottfried von Velen  (kaiserlicher Kämmerer und Obrist) und dessen Gemahlin Sophia Elisabeth von Limburg-Styrum (1630–1685). Sein Bruder Christoph Otto war kaiserlicher Generalfeldmarschall.
1682 heiratete Alexander Otto die Freiin Caroline von Bavay. Aus der Ehe stammten die Tochter Sophia (Stiftsdame) und die Söhne Hyazinth Otto und Gabriel Otto, die während der Türkenkriege im August 1717 im Kampf um die Festung von Belgrad ihr Leben lassen mussten. Carolus (* 1691; † 17. Januar 1721 in Jülich) war kurpfälzischer Regimentskommandeur,
Alexander III. war Erbe.

### Wirken
1693 wurde Alexander Otto zum General der Kavallerie der Truppen des Kurfürsten Johann Wilhelm von der Pfalz ernannt. 1697 war er Bevollmächtigter auf dem Friedenskongress zu Rijswijk, mit dem der Pfälzische Erbfolgekrieg beendet wurde. Er trat in kaiserliche Dienste und erhielt 1716 als Generalfeldmarschall das Kommando über die kaiserlichen Truppen in den Österreichischen Niederlanden und wurde dort im Januar 1717 Staatsrat.
1726 wurde Alexander Otto Gouverneur der Provinz Limburg.
Er geriet mit seinem Bruder Christoph Otto in einen Streit über seinen Erbanteil. Dieser hatte im Kampf während der Türkenkriege in Ungarn seine Bagage verloren und brauchte daher Geldmittel. Vor dem Gericht in Düsseldorf stellte sich heraus, dass ihr Vater Ferdinand Gottfried völlig überschuldet verstarb und seinen Söhnen eine schwere Hypothek hinterließ.